# Лъбък (Тексас)
Лъбък (на английски: Lubbock), по-рядко Лабък, е град в щата Тексас, САЩ. Лъбък е с население от 253 888 жители (по приблизителна оценка от 2017 г.) и площ от 320 кв. км. Основан е през 1890 г., а получава статут на град през 1909 г. Намира се в часова зона UTC-6 на 992,4 м н.в. в северната част на щата в окръг Лъбък. Средната годишна температура е около 15,5 градуса. Пощенските му кодове са 79401 – 79416, 79423, 79424, 79430, 79452, 79453, 79457, 79464, 79490, 79491, 79493, 79499.